# Dorfgeschichten
Dorfgeschichten (Byhistorier), op. 47, är en vals av Johann Strauss den yngre. Den spelades första gången den 18 september 1847. 

## Historia
Mellan 1843 och 1854 publicerade den tyske författaren Berthold Auerbach sina fyra volymer Schwarzwälder Dorfgeschichten, en samling historier om bondeliv i Schwarzwald. Historierna blev populära och inspirerade säkert Strauss till att skriva valsen med den suggestiva titeln. Troligtvis är det Auerbach som är en av de två avporträtterad figurerna på klaverutdragets framsida. Valsen skrevs inte till något speciellt tillfälle utan ingick i ett paket av verk som Strauss komponerade veckorna före sin sexmånaders turnéresa till Balkanhalvön hösten och vintern 1847. Verken skrevs delvis för att finansiera resan. 
Dorfgeschichten framfördes första gången den 18 september samma år vid en festival med ljusilluminationer i kurorten Wasserglacis (där dagens Wiener Stadtpark ligger). Utöver kadriljen framförde Strauss även kadriljen Fest-Quadrille (op. 44). Efter framförandet glömdes valsen snart bort och återupptäcktes först under 1900-talet.

## Om valsen
Valsen är komponerad som en Ländler i långsam 3/4-takt.
Speltiden är ca 8 minuter och 5 sekunder plus minus några sekunder beroende på dirigentens musikaliska tolkning.

## Weblänkar
- Dynastin Strauss 1847 med kommentarer om Dorfgeschichten.
- Dorfgeschichten i Naxos-utgåvan.